# Droit de francisation et de navigation
Lire en ligne

Lire sur Légifrance

Le droit de francisation et de navigation est une taxe française créée en mai 1972 s'appliquant sur les navires français de plaisance ou de sport. C'est d'abord une taxe perçue lors de la première immatriculation d'un navire sous pavillon français (francisation) puis payée annuellement pour avoir le droit de naviguer.
Tous les navires francisés de 7 mètres et plus, ou d'une longueur de coque inférieure à 7 mètres dotés d'une motorisation égale ou supérieure à 22 chevaux administratifs, ainsi que les véhicules nautiques à moteur (VNM), dont la puissance des moteurs est égale ou supérieure à 90 kW, sont soumis à un droit annuel de francisation perçu par la douane et dû par le propriétaire.
Les propriétaires français ou étrangers de bateaux de plaisance battant pavillon étranger et résidant en France sont soumis à un droit de passeport, calculé selon les mêmes modalités que le DAFN.

## Historique
La taxe a été étendue en 2013 aux véhicules nautiques à moteur (VNM) comme la motomarine, aussi appelée « scooter des mers ».
En 2014, l'Inspection générale des finances (IGF) liste la contribution parmi les 192 taxes à faible rendement. La mission propose le maintien du DAFN et son regroupement avec le DAFN Corse. Cela étant, dans un scénario plus ambitieux, la suppression de la taxe pourrait être envisagée.
En 2017, les plus gros navires dépassant les 30 mètres de longueur et dont la puissance atteint 750 kW sont alors soumis à la « surtaxe yacht », censée compenser la réforme sur l'ISF : deux ans plus tard, seuls sept navires sont concernés par ce relèvement de barème.
L'abattement pour vétusté est supprimé depuis le 1er janvier 2019 pour les propriétaires de navires qui n'en bénéficiaient pas encore. À l'inverse, les navires qui bénéficiaient de l’abattement continue à en bénéficier au même taux.

## Caractéristiques
Certains navires bénéficient d'exonération de DAFN :
- les embarcations appartenant à des écoles de sports nautiques agréées par le ministre chargé des sports ;
- les embarcations mues principalement par l'énergie humaine ;
- les bateaux classés monument historique ;
- les bateaux d'intérêt patrimonial ;
- les navires de commerce ;
- les navires de pêche.

Plusieurs affectataires se partagent les recettes du DAFN :
- le Conservatoire de l'espace littoral et des rivages lacustres (CELRL) ; 80 % des produits de la taxes y sont fléchés.
- l'État
- la société nationale de sauvetage en mer (SNSM), depuis le 1er janvier 2018 ;
- les éco-organismes chargés de la filière de recyclage des navires depuis le 1er janvier 2019 (en complément de l'éco-contribution versée par les metteurs sur le marché)

Les navires dont le port d'attache est situé en Corse et qui ont stationné dans un port de Corse au moins une fois dans l'année peuvent bénéficier d'un taux réduit fixé par la collectivité de Corse. Le droit est perçu au profit de la collectivité de Corse.

### Rendement
Elle rapporte environ 45 millions d’euros par an à l’État.